# Alain Billiet
Pour les articles homonymes, voir Billiet.
Alain Billiet né à Bruges (Belgique), le 5 juin 1951. Il est souvent présenté comme le créateur du logotype de l'euro, bien qu'une polémique existe à ce propos.

## Contexte
Le signe de l'euro est « € ». Depuis le 12 décembre 1996, ce symbole est le signe monétaire utilisé pour l'euro, la monnaie officielle de la zone euro dans l'Union européenne. Après l'annonce par la Commission européenne que le « € » avait remporté un concours de création de signes monétaires, une controverse a éclaté. Deux camps différents revendiquent la paternité du signe de l'euro : Une équipe non nommée de quatre experts et le graphiste, Arthur Eisenmenger, ancien chef designer de la Commission économique européenne.
Certains ont supposé que le graphiste belge Alain Billiet aurait pu créer le dessin gagnant, mais cette hypothèse n'a jamais été confirmée. Jean-Pierre Malivoir, responsable de la promotion de l'image de l'euro auprès du public, a déclaré qu'il était impossible de dire qui avait conçu le signe de l'euro. Il affirme qu'il s'agit d'une équipe de graphistes,.

## Dessin
Le symbole € reprend le E de Europe. Les deux lignes horizontales rappelant visuellement les symboles financiers que l'on retrouve sur les symboles d'autres monnaies de référence ($ pour le Dollar américain, £ pour la Livre sterling, ¥ pour le Yen) et exprime également la stabilité.